# Vetrna elektrarna Dolenja vas
Vetrna elektrarna Dolenja vas na Griškem polju pri Dolenji vasi, blizu Senožeč v občini Divača je prva velika vetrna elektrarna v Sloveniji. Elektrarno zaenkrat sestavlja ena vetrnica tipa E-70  nazivne moči 2,3 MW nemškega proizvajalca Enercon. Rotor premera 71 m se vrti na 98 m visokem stolpu. Temelj vetrnice ima premer 15 m, visok pa je 2,8 m. V temelj je vgrajeno 500 m3 betona in 50 ton železa. Vetrnica je bila postavljena jeseni 2012. Rotor vetrnice so dvignili na stolp 29.9.2012.
Redno obratovanje vetrne elektrarne se bo predvidoma pričelo v prvi polovici leta 2013.
Vetrna elektrarna je v lasti podjetja AAE d.o.o. iz Maribora, ki tukaj načrtuje izgradnjo velikega vetrnega polja, saj je že pridobilo energetsko dovoljenje za vetrne elektrarne, katerih vsota nazivnih moči znaša 80 MW.

## Zapleti pri gradnji
Investitor je okoljevarstveno soglasje za eno, poskusno vetrnico, pridobil že oktobra 2005. Gradnja se je začela avgusta 2010 in naj bi bila po prvotnih načrtih končana oktobra 2010. Po anonimni prijavi je v drugi polovici oktobra 2010 Ministrstvo za okolje in prostor gradbeno dovoljenje razveljavilo. Investitor naj ne bi imel soglasja vseh lastnikov zemljišča, na katerem gradi. Zemljišče je bilo do druge svetovne vojne v lasti agrarne skupnosti, zdaj pa je v solastništvu 58 lastnikov. Po prepričanju Inštituta za upravno pravo je bila razveljavitev gradbenega dovoljenja s strani ministrstva nezakonita, zato se postavlja vprašanje, kdo bo odgovarjal za nastalo škodo, ki po navedbah investitorja znaša že več 100.000 €. Potem, ko je gradnja vetrnice zaradi zapleta z gradbenim dovoljenjem stala ca. mesec dni, so 25.11.2010 žerjav podrli in ga odpeljali. 
Ogorčeni zaradi birokratske blokade so 30.11.2010 štirje poslanci Državnega zbora (Luka Juri, Matevž Frangež, Dejan Levanič in Marijan Križman) na Vlado RS naslovili poslansko pobudo. Predlagali so, da se Zakon o ponovni vzpostavitvi agrarnih skupnosti spremeni tako, da bo za izdajo gradbenega dovoljenja zadostovalo soglasje solastnikov z najmanj 80% lastniških pravic .
Novembra 2011 je bil investitor še optimističen in je pričakoval, da bo uredil vse dokumente v nekaj mesecih in da bodo z gradnjo nadaljevali že spomladi 2011. Vendar se je urejanje dokumentov zavleklo na več kot eno leto in pol, tako da je  investitor uspel ponovno pridobil gradbeno dovoljenje šele spomladi 2012. 

## Slike
- 14.9.2010 - temelj
- 27.10.2010 - montaža
- 5.3.2011 - zapuščeno gradbišče
- 30.9.2012 - postavljena vetrnica
- 30.9.2012 - vetrnica v stoječem stanju
- 31.12.2013 - celotna vetrnica v stoječem stanju